# Royal Hunt
Royal Hunt (укр. Королівське полювання) — англомовна рок-група з Данії. Заснована у 1989 році Андре (Андрієм) Андерсеном (André Andersen), емігрантом з Радянського Союзу.

## Дискографія

### Студійні альбоми
- Land of Broken Hearts (1992)
- Clown In the Mirror (1993)
- Moving Target (1995)
- Paradox (1997)
- Fear (1999)
- The Mission (2001)
- Eyewitness (2003)
- Paper Blood (2005)
- Collision Course… Paradox 2 (2008)
- X (2010)
- Show Me How To Live (2011)

### Концертні альбоми
- The Maxi E.P (1993)
- Far Away E.P (1995)
- Live 1996 (1996)
- Closing the Chapter Paradox (1998)
- Intervention E.P (2000)
- The Watchers (2001)
- Live 2006 (2006)

## Члени гурту
- Андре Андерсен (André Andersen) — клавішні (з 1989)
- D. C. Cooper (вокал) (1994-1999, 2011)
- Іонас Ларсен (Jonas Larsen) — гітара (з 2011)
- Аллан Соренсен (Allan Sorensen) — ударні (1996-2000; з 2007)
- Андреас Пассмарк (Andreas Passmark) — бас-гітара (з 2010)

### Колишні члени гурту
- Henrik Brockmann (вокал) (1989-1994)
- John West (вокал) (1999-2007)
- D. C. Cooper (вокал) (1994-1999)
- Kenneth Olsen (ударні) (1989-1996; 2005-2007)
- Jacob Kjaer (гітара) (1992-2004)
- Steen Mogensen (бас-гітара) (1989-2004)
- Маркус Иделль (Marcus Jidell) — гітара (2005-2010)
- Пер Шеландер (Per Schelander) — бас-гітара (2005-2008)
- Марк Боулз (Mark Boals) — вокал (2007-2010)